# 市川由衣
市川 由衣（いちかわ ゆい、1986年2月10日 - ）は、日本の女優、タレント、歌手。東京都中野区出身。研音所属。旧所属はエイジ（現在は存在せず）。東京都立代々木高等学校卒業。夫は俳優・タレント・演出家の戸次重幸。

## 経歴
小学校高学年頃から読者モデルとして活動を始める。その後、街でスカウトされてデビュー。1999年3月28日に、ナムコ、アミューズ、ホリプロ、ニッポン放送が主催するスタアオーディションの第3回超ビッグオーディションにてグランプリを獲得した。
2000年末からグラビアアイドルとして活動開始。2001年6月に初の写真集発売。翌月『渋谷系女子プロレス』（テレビ朝日）でドラマデビュー。2002年、事務所主催の『役者修行』に出演し初舞台。4月フジテレビビジュアルクイーンオブザイヤーに選出。
2003年、研音に移籍。同年8月に『呪怨』で映画デビュー。次作『呪怨2』にも出演し、物語を繋ぐキーパーソンになる。同年11月に森高千里の『雨』のカバーでCDデビュー。以降、約1年間にシングル4枚、アルバム1枚をリリース。その後は、歌手活動は休止して、女優業に専念することになった。2006年『サイレン 〜FORBIDDEN SIREN〜』で映画初主演。『NANA2』では、前作で降板した宮﨑あおいの後を受け、ハチ役を演じる。2007年、JRA北海道シリーズのキャンペーンキャラクターを務める。
2010年、『桂ちづる診察日録』（NHK）で連続ドラマ初主演。また、時代劇もこれが初挑戦である。
2014年、映画「海を感じる時」で主演を務め、自身初の濡れ場ヌードに挑戦し話題となる。

### 私生活
2015年9月10日、同年9月8日にTEAM NACSで俳優・タレント・演出家の戸次重幸と結婚したことを所属事務所を通して発表した。婚姻届は都内の区役所に2人で提出。2014年のドラマ『おわこんTV』（NHK BSプレミアム）の共演で知り合い交際に発展した。
2016年4月7日、第1子を妊娠していることを所属事務所を通して発表した。同年9月26日、第1子男児の出産を所属事務所を通して発表した。
2020年9月10日、第2子男児の出産を自身のインスタグラムで報告した
。

## 人物

### 交友関係
- 浅香友紀 - 初のドラマ出演作である『渋谷系女子プロレス』で共演して以来の大親友で、ブログに時折出演している。
- 長澤まさみ - 映画『ラフ ROUGH』で共演、役作りのため筋トレ対決をした。
- 石原さとみ - ドラマ『天国への応援歌 チアーズ〜チアリーディングにかけた青春〜』（日本テレビ）、『H2〜君といた日々』（TBS）で共演。
- 夏帆、中越典子、加藤夏希 - ドラマ『4姉妹探偵団』（テレビ朝日）で共演。夏帆と加藤は、ラジオ番組『Ameba Yu&i』にゲスト出演した。
- 日向ななみ（旧・山内菜々） - ドラマ『ホットマン』（TBS）で共演。CD『愛は勝つ』のコーラスに参加している。2008年5月に市川と同じ事務所に移籍した。
- 中島美嘉 - 映画『NANA2』で共演。それ以来ライブ、NANA会に参加するなど親交がある。
- 柳原可奈子 - 中学の同級生。
- 中野美奈子、中村仁美 - ビジュアルクイーンオブザイヤーに選出された年に入社したフジテレビのアナウンサー。
- 戸次重幸 - 夫。『しゃべくり007』(2015年11月2日放送)にて「交際1週間で結婚を決めた」と発言。(交際期間自体は1年)

## 出演

### テレビドラマ
- 渋谷系女子プロレス（2001年7月 - 12月、テレビ朝日） - 市川由衣 役
- プラトニック・セックス -娘の叫び! 親の涙…そして親子の闘いが始まる-（2001年9月24日・28日、フジテレビ）
- 時空警察ヴェッカーD-02（2002年1月 - 3月、テレビ朝日） - 主演：カナ・ゴドー 役
- ごくせん 第1シリーズ 第7話（2002年5月29日、日本テレビ） - 沢田なつみ 役
- 逮捕しちゃうぞ（2002年10月 - 12月、テレビ朝日） - 小橋由佳 役
- ホットマン（2003年4月 - 6月、TBS） - 降矢ひなた 役
- テレビ朝日-開局45周年記念ドラマスペシャル「流転の王妃・最後の皇弟」（2003年11月29日・30日、テレビ朝日） - 愛新覚羅嫮生 役
- ヤンキー母校に帰る（2003年10月 - 12月、TBS） - 遠田ユキ 役
- 天国への応援歌 チアーズ〜チアリーディングにかけた青春〜（2004年4月3日、日本テレビ） - 白石千秋 役
- ホットマン'04春スペシャル（2004年4月14日、TBS） - 降谷ひなた 役
- ワンダフルライフ（2004年4月 - 6月、フジテレビ） - 葛木塔子 役
- ホットマン2（2004年10月 - 12月、TBS） - 降矢ひなた 役
- H2〜君といた日々（2005年1月 - 3月、TBS） - 雨宮ひかり 役
- 菊次郎とさき（2005年7月 - 9月、テレビ朝日） - 北野安子 役
- アウトリミット（2005年10月10日、WOWOW） - 森野理沙 役
- 輪舞曲（2006年1月 - 3月、TBS） - 風間琴美 役
- 愛と死をみつめて（2006年3月18日・19日、テレビ朝日） - 大島比佐子 役
- クロサギ（2006年4月 - 6月、TBS） - 三島ゆかり 役
- ドラマ・コンプレックス 「ひめゆり隊と同じ戦火を生きた少女の記録 最後のナイチンゲール」 （2006年8月22日、日本テレビ） - 平良安子 役
- どうぶつ119（2007年6月30日、日本テレビ） - 小山成美 役
- 探偵学園Q 第3話（2007年7月17日、日本テレビ） - 水野瑤子 役
- スシ王子! 第3・4話（2007年8月10日・17日、テレビ朝日） - 林田ひかり 役
- 彗星物語（2007年12月3日、TBS） - 城田紀代美 役
- 4姉妹探偵団 (2008年1月 - 3月、テレビ朝日） - 佐々本珠美 役
- 7人の女弁護士 第2シリーズ第5話（2008年5月8日、テレビ朝日） - 高杉久美子 役
- 内藤大助物語〜いじめられっ子のチャンピオンベルト〜（2008年7月28日、TBS） - 歩美 役
- 日本テレビ開局55年記念特別ドラマ 霧の火-樺太・真岡郵便局に散った9人の乙女たち-（2008年8月25日、日本テレビ系） - 中島桜 役[9]
- RESCUE〜特別高度救助隊（2009年1月 - 3月、TBS） - 前園あおい 役
- LOVE GAME 第5話（2009年5月21日、日本テレビ） - 夏川美優 役
- ほんとにあった怖い話 10周年記念 京都パワースポットツアーSP「怨みの代償」（2009年8月25日、フジテレビ）
- 隠蔽指令（2009年10月 - 11月、WOWOW） - 宇部木幸子 役
- オトメン（乙男）〜秋〜 第2話（2009年10月20日、フジテレビ） - 萌松音羽 役
- マイガール 第6話（2009年11月13日、テレビ朝日） - 倉田菜摘 役
- 月曜ゴールデン （TBS）
  - 「笑顔〜15年目の嘘〜」（2009年12月7日） - 建山友美 役
  - 「私は屈しない〜特捜検察と戦った女性官僚と家族の465日」（2011年1月31日、TBS） - 中井菜月 役
- 特上カバチ 第8話（2010年3月7日、TBS） - 小津小百合 役
- 土曜時代劇「桂ちづる診察日録」（2010年9月 - 12月、NHK） - 主演・桂ちづる 役
- 幻夜（2010年11月 - 2011年1月、WOWOW） - 岡田有子 役
- LADY〜最後の犯罪プロファイル〜 第7話（2011年2月18日、TBS） - 宮下麗華 役
- マッスルガール!（2011年4月 - 6月、毎日放送・TBS） - 主演・白鳥梓 役
- ブルドクター 第2話（2011年7月13日、日本テレビ） - 黒川沙織 役
- 境遇（2011年12月3日、朝日放送） - 17年前の相田晴美 役
- 警視庁失踪人捜査課スペシャル（2011年12月24日、テレビ朝日） - 六条舞 役
- Love...so do I ミライヘノキセキ（2012年3月、IMAGICA BS） - 三村彩夏 役
- もう一度君に、プロポーズ（2012年4月 - 6月、TBS） - 増山志乃 役
- 松本清張没後20年特別企画 ドラマスペシャル 波の塔（2012年6月23日、テレビ朝日） - 田沢輪香子 役
- サマーレスキュー〜天空の診療所〜（2012年7月 - 9月、TBS） - 沢口光香 役
- 東京全力少女（2012年10月 - 12月、日本テレビ） - 奥野冬 役
- ラスト♡シンデレラ（2013年4月 - 6月、フジテレビ） - 桃 役
- お天気お姉さん 第3話（2013年4月26日、テレビ朝日） - 小渕早苗 役
- 潜入探偵トカゲ 第4話（2013年5月9日、TBS） - 沢村美沙 役
- 金曜プレステージ「浅見光彦シリーズ48・幻香」（2013年9月6日、フジテレビ） - 西原マヤ 役
- 都市伝説の女 Part2 第4話（2013年11月1日、テレビ朝日） - 羽鳥花枝 役
- 私の嫌いな探偵 第6話（2014年2月21日、テレビ朝日） - 丸島紗耶香 役
- おわこんTV（2014年7月 - 8月、NHK BSプレミアム） - 蒲田律 役
- アオイホノオ（2014年7月 - 9月、テレビ東京） - 岩瀬ジュン 役
- 軍師官兵衛（2014年9月14日・21日、NHK総合） - 宇都宮鶴 役
- すべてがFになる 第1話（2014年10月21日、フジテレビ） - 市ノ瀬里佳 役
- ダークスーツ（2014年11月 - 12月、NHK） - 高根沢志桜里 役
- フィッシャーマンズ・ブルース 第4話「愛しのサヨリ」（2014年12月27日、テレビ朝日） - 細井小百合 役
- ああ、ラブホテル 第三話（第5夜）（2015年1月、WOWOW） - 優希 役
- 京都人情捜査ファイル 第4話（2015年5月21日、テレビ朝日） - 倉澤あかり 役
- まんまこと〜麻之助裁定帳〜（2015年7月 - 9月、NHK） - お由有 役
- 恋仲（2015年7月 - 9月、フジテレビ） - 冴木瑠衣子 役
- オンナミチ（2015年8月 - 9月、NHK BSプレミアム） - 竹内晶子 役
- 東京センチメンタル 第2話（2016年1月23日、テレビ東京） - 明美 役
- 特集ドラマ「喧騒の街、静かな海」（2016年7月18日、NHK総合） - 岸部幸子 役
- あいの結婚相談所 第1話（2017年7月28日、テレビ東京） - 瑞絵 役
- 刑事ゆがみ 第8話（2017年11月30日、フジテレビ） - 猿渡愛実 役
- 帯ドラマ劇場「越路吹雪物語」（2018年1月8日 - 3月30日、テレビ朝日） - 片桐八重子 役[10]
- ハラスメントゲーム（2018年10月15日 - 12月10日、テレビ東京） - 小松美那子 役
- 緊急取調室 3rd SEASON 第1話（2019年4月1日、テレビ朝日） - 藤沢さおり 役
- ミス・ジコチョー〜天才・天ノ教授の調査ファイル〜 第5話（2019年11月22日、NHK総合） - 戸倉絵梨佳 役
- 知らなくていいコト 第2話（2020年1月15日、日本テレビ） - 笹野明奈 役
- 東京男子図鑑（2020年5月1日 - 7月3日、関西テレビ） - 藤崎瑠璃子 役
- 准教授・高槻彰良の推察 第4話・第5話（2021年8月28日・9月4日、東海テレビ） - 藤谷更紗 役
- 真夜中にハロー!（2022年1月13日 - 、テレビ東京） - 小宮山すみれ 役[11]
- 婚活探偵 第4話（2022年1月29日、BSテレ東） - 若松沙雪 役
- 特捜9 season5 第4話（2022年4月27日、テレビ朝日） - 緒方真琴 役
- ポップUP!ドラマ 昼上がりのオンナたち 第1話・第4話（2022年5月20日・6月10日、フジテレビ） - 佐伯翠 役[12]
- 最果てから、徒歩5分 第4話（2022年10月22日、BSテレビ東京） - 大山涼子 役[13]
- ブラッシュアップライフ（2023年1月8日 - 3月12日、日本テレビ） - 田上静香 役[14]
- Get Ready! 第2話・第5話（2023年1月15日・2月5日、TBS） -  磯山千秋 役[15]
- ZIP!朝ドラマ パパとなっちゃんのお弁当（2023年1月16日 - 3月17日、日本テレビ） - 惣菜屋「黄色いハンカチ」店主・時松美紀 役[16]
- 隣の男はよく食べる（2023年4月13日 - 6月29日、テレビ東京） - 神野沙織 役[17]
- 合理的にあり得ない〜探偵・上水流涼子の解明〜 第4話・第5話（2023年5月8日・15日、関西テレビ・フジテレビ） - 西田真紀 役
- 神の手（2023年5月15日、テレビ東京） - 高岡真紀 役[18]
- 量産型リコ -もう1人のプラモ女子の人生組み立て記-（2023年6月30日 - 9月1日、テレビ東京） - 熊本侑美 役[19]
  - 量産型リコ -最後のプラモ女子の人生組み立て記-（2024年6月28日 - 8月30日、テレビ東京） - 小向侑美 役[20]
- ノッキンオン・ロックドドア 第7話・第8話（2023年9月9日・16日、テレビ朝日） - 上野美貴 役[21]
- ゼイチョー〜『払えない』にはワケがある〜（2023年10月14日 - 12月23日、日本テレビ） - 羽生詩織 役[22]
- 正直不動産2 第5話（2024年2月6日、NHK総合） - 若村桃花 役
- 高杉さん家のおべんとう（2024年10月3日 - 、日本テレビ） - 香山玲子 役[23]
- 「離婚弁護士 スパイダー」〜慰謝料争奪編〜 第1話（2024年10月5日、日本テレビ） - 高遠真奈 役[24]
- 放課後カルテ 第7話（2024年11月23日、日本テレビ） - 園川順子 役[25]
- アンサンブル 第7話・第8話（2025年3月1日・8日、日本テレビ） - 木原美沙希 役
- ムサシノ輪舞曲（2025年4月19日 - 6月21日、テレビ朝日） - 山之内毬奈 役[26]

### 配信ドラマ
- ラブ・コネクター〜恋愛工作人〜（2009年7月 - 9月、BeeTV） - 武蔵野ルミ 役
- GIFT〜今夜、幸せの時間をお届けします。（2010年2月 - 4月、BeeTV） - 久保田瑠璃 役
- さまぁ～ずハウス #8「見張り」（2018年、Amazon Prime Video） - 石岡あや 役[27]
- 東京、愛だの、恋だの 第5話（2021年10月2日、Paravi） - 羽柴夏希 役[28]

### 映画
- 呪怨（2003年1月25日公開、東京テアトル・ザナドゥー） - 千春 役
- 呪怨2（2003年8月23日公開、東京テアトル・ザナドゥー） - 千春 役
- ゼブラーマン（2004年2月14日公開、東映） - 市川みどり 役
- ZOO 「SEVEN ROOMS」（2005年3月19日公開、東映ビデオ）
- about love アバウト・ラブ/関於愛（2005年9月17日公開、ムービーアイ・エンタテインメント）
- スクールデイズ（2005年12月10日公開、ファントム・フィルム）
- サイレン 〜FORBIDDEN SIREN〜（2006年2月11日、東宝） - 主演：天本由貴 役
- ラフ ROUGH（2006年8月26日公開、東宝） - 小柳かおり 役
- NANA2（2006年12月9日公開、東宝） - 主演：小松奈々 役
- 音符と昆布（2008年1月26日公開、エピックレコードジャパン） - 主演：小暮もも 役
- 映画 クロサギ（2008年3月8日公開、東宝） - 三島ゆかり 役
- ひゃくはち（2008年8月9日公開、ファントム・フィルム） - 相馬佐和子 役
- 罪とか罰とか（2009年2月28日公開、東京テアトル） - コンビニ店員 役
- 初夜と蓮根（2013年3月9日公開、よしもとクリエイティブ・エージェンシー） - 松永優美 役
- TOKYO TRIBE（2014年8月30日公開、日活） - のりちゃん 役
- 海を感じる時（2014年9月13日公開、ファントム・フィルム） - 主演：恵美子 役
- 迷宮カフェ（2015年3月7日公開、KADOKAWA） - アスカ 役
- 愚行録（2017年2月18日公開、ワーナー・ブラザース映画 / オフィス北野） - 稲村恵美 役[29]
- アリーキャット（2017年7月14日公開、アークエンタテインメント） - ヒロイン・土屋冴子 役[30]
- 月と雷（2017年10月7日公開、スールキートス） - 吉村 役
- 世界の終わりから（2023年4月7日公開、ナカチカ）[31]
- ゾン100〜ゾンビになるまでにしたい100のこと〜（2023年8月3日公開、Netflix）[32]

### 舞台
- MIX on the beat（2000年）
- MERANCHOLY APRI（2001年） - メル 役
- 役者修行'01 〜第一の関所〜（2001年）
- どんまいマインド（2008年） - 仲宗根つかさ 役
- 恋する私のベーカリー（2011年） - 主演・小早川花 役
- 現代狂言6（2012年）
- 朗読劇　私の頭の中の消しゴム 4th letter（2012年） 
  - 私の頭の中の消しゴム 5th letter（2013年）
  - 私の頭の中の消しゴム 6th letter（2014年）
  - 私の頭の中の消しゴム 10th letter（2018年）
- 晩餐（2013年） - 中野たま 役
- 金閣寺（2014年）

### ラジオ
- 『@llnightnippon.com』（2002年9月12日、ニッポン放送）
- 『市川由衣のハラペコゆいにゃん!』（『目からウロコ!21』内、2003年9月29日 - 2004年3月25日、ニッポン放送） 月曜-木曜21:45 - 21:48頃
- 『しんドル』（2003年11月「Rainy November」・2004年7月、JFN系） - マンスリーパーソナリティ
- 『EYE-CLIPS』（2005年4月 - 2006年3月、FM-FUJI）
- 『Ameba Yu&i』（2008年5月 - 9月、TOKYO FM） 日曜24:30 - 25:00

### CM
- NEC「VALUESTAR」（2003年）
- タクティー「ジェームス」（2004年 - 2012年）
- NTT西日本「DENPO」 - WEBショートムービー、佳奈 役（2006年）
- H.I.S.「専属担当者篇」「鮮度・安心・満足篇」（2006年）
- JRA「北海道シリーズ」（2007年）
- レオパレス21「決め手はセキュリティ篇」（2008年）
- 日本赤十字社（いっしょに献血キャンペーンキャンペーンヶ）（2008年）
- 吉野家 隆太の幼なじみ・ユッコ役 「登場篇」「失恋+うな丼篇」（2009年）
- 興和 ザ・ガードコーワ整腸錠 「バランスボール篇」「ヨガポーズ篇」（2010年 - 2012年）
- パルティール （2016年4月 - 2018年）

### PV
- 「男女6人夏物語」ケツメイシ（2006年）
- 「未来への帰り道」コブクロ（2006年） - 佳奈 役
- 「優しい光」EXILE（2009年）

### ゲーム
- カオス レギオン（PS2、2003年） - アーシア・リンスレット 役
- ワールド・デストラクション 〜導かれし意思〜（ニンテンドーDS、2008年） - リ・ア＝ドラグネール 役

## ディスコグラフィー
いずれもポニーキャニオン（FLIGHT MASTER）から発売。

### シングル
- 雨（2003年11月12日、森高千里の同曲カバー）
  1. 雨
  2. Shiny day
  3. 雨（Instrumental）
  4. Shiny day（Instrumental）
- love letter（2004年2月11日）
  1. love letter
  2. Fu Fu Fu☆Boyfriend
  3. love letter（instrumental）
  4. Fu Fu Fu☆Boyfriend（instrumental）
- キラ・キラ（2004年7月7日）
  1. キラ・キラ
  2. そばにいてくれた
  3. キラ・キラ（instrumental）
  4. そばにいてくれた（instrumental）
- 愛は勝つ （2004年11月24日、KANの同曲カバー）
  1. 愛は勝つ
  2. じゃあね
  3. 愛は勝つ（カラオケ）
  4. じゃあね（カラオケ）

### ミニアルバム
- i-pop mini（2004年12月15日）
  1. キラ・キラ
  2. Peace☆
  3. pure
  4. 雨
  5. Fu Fu Fu☆Boyfriend
  6. orange
  7. love letter
  8. 愛は勝つ

### ミュージッククリップ集
- i-clips（2005年3月16日、ポニーキャニオン）

## DVD
- うれし、恥ずかし、大ジャンプ!（2001年）
- THE COMPLETE 市川由衣（2001年、ハピネット・ピクチャーズ）
- キラ☆キラ エンジェル 市川由衣 YUIリスト宣言 Part1（2001年、ジェネオン エンタテインメント）
- キラ☆キラ エンジェル 市川由衣 YUIリスト宣言 Part2（2002年、ジェネオン エンタテインメント）
- フジテレビ ビジュアルクイーンオブザイヤー2002「Oh la la!」（2002年、ポニーキャニオン）
- 市川由衣 : yuiche! prego（2002年、ジェネオン エンタテインメント）
- YUIリスト宣言Perfect HIPER（2003年、ラインコミュニケーションズ）
2001年と2002年に発売したDVDを組み合わせたもの。
- 市川由衣（2004年、リバプール）
コンビニ限定発売。2006年12月一般販売店向けに再発売。

## 書籍

### 写真集
- ユイズムびーむ（2001年6月、彩文館出版、撮影：平田友二）ISBN 978-4-91611561-4
- Visonär（2001年12月、ブックマン社、撮影：瀬古正二）ISBN 978-4-89308458-3
- いちかわくん（2002年4月、ワニブックス、撮影：橋本雅司）ISBN 978-4-84702707-9
- 感染対策 市川由衣 完璧ムック yuirus2002（2002年8月、集英社、撮影：細野晋司）ISBN 978-4-08102039-3
- 市川由衣ピンナップポスター（2002年9月、ワニマガジン社、撮影：武藤義）ISBN 978-4-89829859-6
- yuiche!grazie（2002年12月6日、集英社、撮影：細野晋司）ISBN 978-4-08780368-6
- 市川由衣制服コレクション（2003年2月、ブックマン社、撮影：瀬古正二）ISBN 978-4-89308517-7
- 私立市川由衣学園（2003年12月4日、集英社、撮影：細野晋司）ISBN 978-4-08780388-4
- HATACHI〜THE GOLDEN BEST（2006年2月10日、集英社、撮影：細野晋司）ISBN 978-4-08907007-9
- いちかわさん（2008年2月9日、ワニブックス、撮影：長野博文）ISBN 978-4847040689
- Origine（2012年11月17日、ワニブックス、撮影：細野晋司）ISBN 978-4847045080
- オムニバス
  - 少女小説（2006年2月、双葉社、撮影：アライテツヤ、高倉文紀）ISBN 978-4-57547813-6
  - girls' holiday! （2007年5月、インデックス・コミュニケーションズ、撮影：蜷川実花）ISBN 978-4-75730449-9
- YUI（2015年2月27日、ワニブックス、撮影：HAL KUZUYA・細居幸次郎）ISBN 978-4847047251

### トレーディングカード
- Visonär（2001年11月、撮影：瀬古正二、ブックマン社）ISBN 978-4-89308456-9
- BOMBカード3Dプラス市川由衣（2003年2月、ムービック）
- 市川由衣トレーディングカード・リミテッド4200（2003年5月、ムービック）

### 雑誌
- 週刊ヤングジャンプ（集英社）表紙*26回 第2位
- 週刊プレイボーイ（集英社）表紙*4回
- Sabra（小学館）表紙*4回
- UP to boy（ワニブックス）表紙*2回
- 別冊UP to boy 表紙
- BOMB（学習研究社）表紙*2回
- memew Vol.5、Vol.12（近代映画社）表紙
- Girls Vol.16 表紙
- T'A Teen's Actress Vol.3 表紙
- street jack（ベストセラーズ）表紙*2回
- Samurai ELO（インフォレスト）表紙*1回
- BiDaN（インデックス・コミュニケーションズ）表紙*1回
- Ollie 表紙*1回
- COOL TRANS 表紙*1回
- 月刊Audition 表紙*1回
- 東京ウォーカー（角川書店）表紙*2回